# Gran Premio di superbike di Brands Hatch 2008
Il Gran Premio di Superbike di Brands Hatch 2008 è stata la decima prova su quattordici del Campionato mondiale Superbike 2008, è stato disputato il 3 agosto sul Circuito di Brands Hatch e in gara 1 ha visto la vittoria di Ryūichi Kiyonari davanti a Troy Bayliss e Max Biaggi, lo stesso pilota si è ripetuto anche in gara 2, davanti a Noriyuki Haga e Troy Corser.
La vittoria nella gara valevole per il campionato mondiale Supersport 2008 è stata ottenuta da Jonathan Rea..
Durante la gara della Supersport, che già era stata interrotta una prima volta, durante la seconda manche un grave incidente ha coinvolto Craig Jones; la gara è stata interrotta e il risultato finale, dovuto alla somma dei tempi della prima manche unita a quelli ottenuti al giro precedente l'interruzione, ha visto il pilota britannico Jones classificato al secondo posto, per quanto fosse stato trasportato in ospedale dove è deceduto il giorno successivo.
Per quanto concerne la Superstock 1000 FIM Cup il successo è stato ottenuto da Maxime Berger alla terza vittoria stagionale, davanti a Sheridan Morais che conquista il suo primo podio in una gara mondiale e Andrea Antonelli.
Questa si rivelerà anche l'ultima volta che il campionato mondiale Superbike è stato ospitato su questo circuito.

#### Arrivati al traguardo

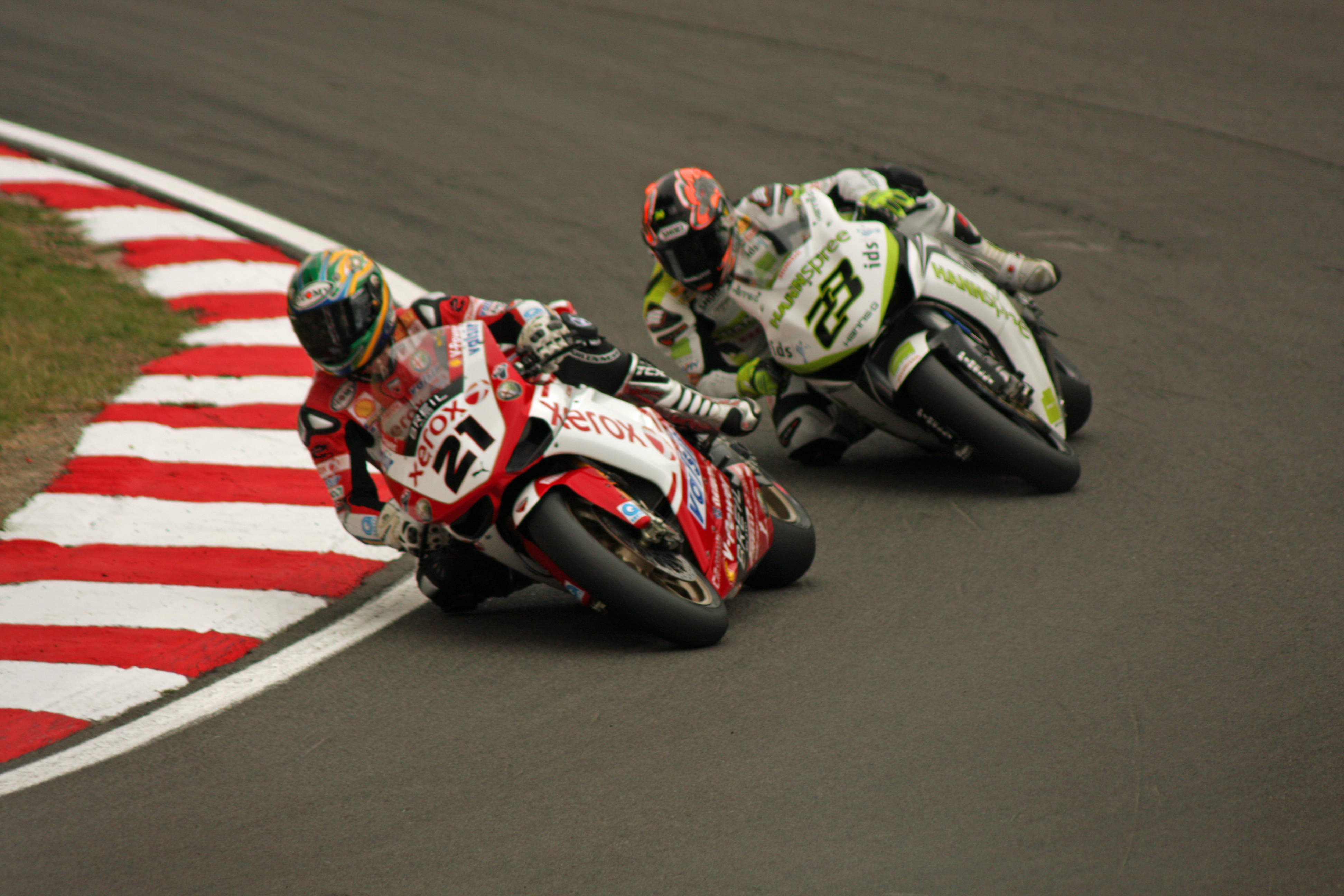
Bayliss e Kiyonari in una fase della corsa

## Risultati

### Gara 1

#### Arrivati al traguardo[6]
| Pos. | Nº  | Pilota            | Squadra                        | Motocicletta      | Giri | Tempo     | Griglia | Punti |
| ---- | --- | ----------------- | ------------------------------ | ----------------- | ---- | --------- | ------- | ----- |
| 1º   | 23  | Ryūichi Kiyonari  | Hannspree Ten Kate Honda       | Honda CBR1000RR   | 25   | 36:18.607 | 3º      | 25    |
| 2º   | 21  | Troy Bayliss      | Ducati Xerox                   | Ducati 1098 F08   | 25   | +0:00.137 | 1º      | 20    |
| 3º   | 3   | Max Biaggi        | Sterilgarda Go Eleven          | Ducati 1098 RS 08 | 25   | +0:00.180 | 7º      | 16    |
| 4º   | 34  | Yukio Kagayama    | Suzuki Alstare                 | Suzuki GSX-R1000  | 25   | +0:05.733 | 9º      | 13    |
| 5º   | 10  | Fonsi Nieto       | Suzuki Alstare                 | Suzuki GSX-R1000  | 25   | +0:06.499 | 10º     | 11    |
| 6º   | 7   | Carlos Checa      | Hannspree Ten Kate Honda       | Honda CBR1000RR   | 25   | +0:06.984 | 11º     | 10    |
| 7º   | 76  | Max Neukirchner   | Alstare Suzuki                 | Suzuki GSX-R1000  | 25   | +0:08.300 | 8º      | 9     |
| 8º   | 11  | Troy Corser       | Yamaha Motor Italia WSB        | Yamaha YZF-R1     | 25   | +0:10.732 | 5º      | 8     |
| 9º   | 96  | Jakub Smrž        | Guandalini Racing              | Ducati 1098 RS 08 | 25   | +0:16.547 | 4º      | 7     |
| 10º  | 44  | Roberto Rolfo     | Hannspree Honda Althea         | Honda CBR1000RR   | 25   | +0:16.569 | 19º     | 6     |
| 11º  | 57  | Lorenzo Lanzi     | R.G. Team                      | Ducati 1098 RS 08 | 25   | +0:18.366 | 14º     | 5     |
| 12º  | 84  | Michel Fabrizio   | Ducati Xerox                   | Ducati 1098 F08   | 25   | +0:22.308 | 12º     | 4     |
| 13º  | 54  | Kenan Sofuoğlu    | Hannspree Ten Kate Honda       | Honda CBR1000RR   | 25   | +0:26.788 | 17º     | 3     |
| 14º  | 36  | Gregorio Lavilla  | Ventaxia VK Honda              | Honda CBR1000RR   | 25   | +0:26.856 | 13º     | 2     |
| 15º  | 9   | Chris Walker      | Ventaxia VK Honda              | Honda CBR1000RR   | 25   | +0:32.877 | 23º     | 1     |
| 16º  | 31  | Karl Muggeridge   | D.F. Racing                    | Honda CBR1000RR   | 25   | +0:38.329 | 16º     |       |
| 17º  | 94  | David Checa       | Yamaha France Ipone GMT 94     | Yamaha YZF-R1     | 25   | +0:46.868 | 20º     |       |
| 18º  | 100 | Makoto Tamada     | Kawasaki PSG-1 Corse           | Kawasaki ZX-10R   | 25   | +0:48.417 | 25º     |       |
| 19º  | 41  | Noriyuki Haga     | Yamaha Motor Italia WSB        | Yamaha YZF-R1     | 25   | +0:58.986 | 2º      |       |
| 20º  | 13  | Vittorio Iannuzzo | Team Pedercini                 | Kawasaki ZX-10R   | 25   | +1:06.028 | 26º     |       |
| 21º  | 22  | Luca Morelli      | D.F. Racing                    | Honda CBR1000RR   | 25   | +1:09.376 | 30º     |       |
| 22º  | 43  | Jason Pridmore    | Alto Evolution Honda Superbike | Honda CBR1000RR   | 25   | +1:09.475 | 27º     |       |
| 23º  | 73  | Christian Zaiser  | Grillini PBR                   | Yamaha YZF-R1     | 25   | +1:22.214 | 31º     |       |

#### Ritirati
| Nº  | Pilota            | Squadra                        | Motocicletta     | Giri | Griglia |
| --- | ----------------- | ------------------------------ | ---------------- | ---- | ------- |
| 55  | Régis Laconi      | Kawasaki PSG-1 Corse           | Kawasaki ZX-10R  | 22   | 22º     |
| 86  | Ayrton Badovini   | Team Pedercini                 | Kawasaki ZX-10R  | 16   | 21º     |
| 194 | Sébastien Gimbert | Yamaha France Ipone GMT 94     | Yamaha YZF-R1    | 12   | 18º     |
| 66  | Tom Sykes         | Rizla Suzuki                   | Suzuki GSX-R1000 | 9    | 6º      |
| 17  | Tristan Palmer    | Lloyds British                 | Yamaha YZF-R1    | 7    | 28º     |
| 88  | Shūhei Aoyama     | Alto Evolution Honda Superbike | Honda CBR1000RR  | 3    | 24º     |

### Gara 2

#### Arrivati al traguardo[7]
| Pos. | Nº  | Pilota            | Squadra                        | Motocicletta      | Giri | Tempo     | Griglia | Punti |
| ---- | --- | ----------------- | ------------------------------ | ----------------- | ---- | --------- | ------- | ----- |
| 1º   | 23  | Ryūichi Kiyonari  | Hannspree Ten Kate Honda       | Honda CBR1000RR   | 25   | 36:14.904 | 3º      | 25    |
| 2º   | 41  | Noriyuki Haga     | Yamaha Motor Italia WSB        | Yamaha YZF-R1     | 25   | +0:01.848 | 2º      | 20    |
| 3º   | 11  | Troy Corser       | Yamaha Motor Italia WSB        | Yamaha YZF-R1     | 25   | +0:08.883 | 5º      | 16    |
| 4º   | 76  | Max Neukirchner   | Alstare Suzuki                 | Suzuki GSX-R1000  | 25   | +0:11.180 | 8º      | 13    |
| 5º   | 10  | Fonsi Nieto       | Suzuki Alstare                 | Suzuki GSX-R1000  | 25   | +0:12.928 | 10º     | 11    |
| 6º   | 84  | Michel Fabrizio   | Ducati Xerox                   | Ducati 1098 F08   | 25   | +0:13.696 | 12º     | 10    |
| 7º   | 66  | Tom Sykes         | Rizla Suzuki                   | Suzuki GSX-R1000  | 25   | +0:13.872 | 6º      | 9     |
| 8º   | 7   | Carlos Checa      | Hannspree Ten Kate Honda       | Honda CBR1000RR   | 25   | +0:14.009 | 11º     | 8     |
| 9º   | 96  | Jakub Smrž        | Guandalini Racing              | Ducati 1098 RS 08 | 25   | +0:19.065 | 4º      | 7     |
| 10º  | 57  | Lorenzo Lanzi     | R.G. Team                      | Ducati 1098 RS 08 | 25   | +0:19.864 | 14º     | 6     |
| 11º  | 21  | Troy Bayliss      | Ducati Xerox                   | Ducati 1098 F08   | 25   | +0:20.479 | 1º      | 5     |
| 12º  | 3   | Max Biaggi        | Sterilgarda Go Eleven          | Ducati 1098 RS 08 | 25   | +0:20.621 | 7º      | 4     |
| 13º  | 36  | Gregorio Lavilla  | Ventaxia VK Honda              | Honda CBR1000RR   | 25   | +0:20.722 | 13º     | 3     |
| 14º  | 44  | Roberto Rolfo     | Hannspree Honda Althea         | Honda CBR1000RR   | 25   | +0:24.512 | 19º     | 2     |
| 15º  | 9   | Chris Walker      | Ventaxia VK Honda              | Honda CBR1000RR   | 25   | +0:32.090 | 23º     | 1     |
| 16º  | 55  | Régis Laconi      | Kawasaki PSG-1 Corse           | Kawasaki ZX-10R   | 25   | +0:32.207 | 22º     |       |
| 17º  | 54  | Kenan Sofuoğlu    | Hannspree Ten Kate Honda       | Honda CBR1000RR   | 25   | +0:32.815 | 17º     |       |
| 18º  | 100 | Makoto Tamada     | Kawasaki PSG-1 Corse           | Kawasaki ZX-10R   | 25   | +0:33.648 | 25º     |       |
| 19º  | 194 | Sébastien Gimbert | Yamaha France Ipone GMT 94     | Yamaha YZF-R1     | 25   | +0:35.382 | 18º     |       |
| 20º  | 94  | David Checa       | Yamaha France Ipone GMT 94     | Yamaha YZF-R1     | 25   | +0:44.866 | 20º     |       |
| 21º  | 86  | Ayrton Badovini   | Team Pedercini                 | Kawasaki ZX-10R   | 25   | +0:53.969 | 21º     |       |
| 22º  | 88  | Shūhei Aoyama     | Alto Evolution Honda Superbike | Honda CBR1000RR   | 25   | +1:00.875 | 24º     |       |
| 23º  | 43  | Jason Pridmore    | Alto Evolution Honda Superbike | Honda CBR1000RR   | 25   | +1:01.104 | 27º     |       |
| 24º  | 22  | Luca Morelli      | D.F. Racing                    | Honda CBR1000RR   | 25   | +1:04.329 | 30º     |       |
| 25º  | 34  | Yukio Kagayama    | Suzuki Alstare                 | Suzuki GSX-R1000  | 24   | +1 giro   | 9º      |       |

#### Ritirati
| Nº | Pilota            | Squadra        | Motocicletta    | Giri | Griglia |
| -- | ----------------- | -------------- | --------------- | ---- | ------- |
| 31 | Karl Muggeridge   | D.F. Racing    | Honda CBR1000RR | 17   | 16º     |
| 13 | Vittorio Iannuzzo | Team Pedercini | Kawasaki ZX-10R | 15   | 26º     |
| 17 | Tristan Palmer    | Lloyds British | Yamaha YZF-R1   | 9    | 28º     |
| 73 | Christian Zaiser  | Grillini PBR   | Yamaha YZF-R1   | 4    | 31º     |

### Supersport

#### Arrivati al traguardo[3]
| Pos. | Nº  | Pilota             | Squadra                        | Motocicletta    | Giri | Tempo     | Griglia | Punti |
| ---- | --- | ------------------ | ------------------------------ | --------------- | ---- | --------- | ------- | ----- |
| 1º   | 65  | Jonathan Rea       | Hannspree Ten Kate Honda       | Honda CBR600RR  | 15   | 22:29.935 | 2º      | 25    |
| 2º   | 18  | Craig Jones        | Parkalgar Racing               | Honda CBR600RR  | 15   | +0.209    | 3º      | 20    |
| 3º   | 88  | Andrew Pitt        | Hannspree Ten Kate Honda       | Honda CBR600RR  | 15   | +0.664    | 9º      | 16    |
| 4º   | 23  | Broc Parkes        | Yamaha World Supersport        | Yamaha YZF-R6   | 15   | +2.816    | 4º      | 13    |
| 5º   | 25  | Joshua Brookes     | Hannspree Stiggy Motors. Honda | Honda CBR600RR  | 15   | +6.789    | 6º      | 11    |
| 6º   | 77  | Barry Veneman      | RES Software Hoegee Suzuki     | Suzuki GSX-R600 | 15   | +9.094    | 8º      | 10    |
| 7º   | 69  | Gianluca Nannelli  | Hannspree Honda Althea         | Honda CBR600RR  | 15   | +15.048   | 17º     | 9     |
| 8º   | 55  | Massimo Roccoli    | Yamaha Lorenzini by Leoni      | Yamaha YZF-R6   | 15   | +15.623   | 10º     | 8     |
| 9º   | 27  | Rob Frost          | Team Buff                      | Triumph 675     | 15   | +18.393   | 30º     | 7     |
| 10º  | 33  | Hudson Kennaugh    | Raceways Yamaha                | Yamaha YZF-R6   | 15   | +19.528   | 12º     | 6     |
| 11º  | 22  | Steve Plater       | Triumph Italia BE1 Racing      | Triumph 675     | 15   | +20.034   | 11º     | 5     |
| 12º  | 105 | Gianluca Vizziello | Berry Racing                   | Honda CBR600RR  | 15   | +22.696   | 14º     | 4     |
| 13º  | 31  | Vesa Kallio        | Benjan Racing                  | Honda CBR600RR  | 15   | +25.049   | 19º     | 3     |
| 14º  | 26  | Joan Lascorz       | Glaner Motocard.com            | Honda CBR600RR  | 15   | +27.102   | 13º     | 2     |
| 15º  | 81  | Graeme Gowland     | Berry Racing                   | Honda CBR600RR  | 15   | +35.504   | 27º     | 1     |
| 16º  | 199 | Danilo Dell'Omo    | HP Racing                      | Honda CBR600RR  | 15   | +39.023   | 24º     |       |
| 17º  | 53  | Midge Smart        | CRS Grand Prix                 | Honda CBR600RR  | 15   | +40.820   | 29º     |       |
| 18º  | 19  | Paweł Szkopek      | Triumph - SC                   | Triumph 675     | 15   | +43.635   | 23º     |       |
| 19º  | 14  | Matthieu Lagrive   | Intermoto Czech                | Honda CBR600RR  | 15   | +46.776   | 1º      |       |
| 20º  | 30  | Jesco Gunther      | Benjan Racing                  | Honda CBR600RR  | 15   | +47.298   | 32º     |       |
| 21º  | 44  | David Salom        | Yamaha Spain                   | Yamaha YZF-R6   | 15   | +47.353   | 18º     |       |
| 22º  | 117 | Denis Sacchetti    | Factory Racing                 | Honda CBR600RR  | 15   | +48.191   | 33º     |       |
| 23º  | 34  | Balázs Németh      | Factory Racing                 | Honda CBR600RR  | 15   | +49.480   | 35º     |       |
| 24º  | 12  | Javier Hidalgo     | Yamaha Spain                   | Yamaha YZF-R6   | 15   | +54.083   | 28º     |       |
| 25º  | 37  | William De Angelis | Intermoto Czech                | Honda CBR600RR  | 15   | +59.436   | 34º     |       |
| 26º  | 28  | Ruggero Scambia    | Triumph - SC                   | Triumph 675     | 15   | +1:20.165 | 36º     |       |
| 27º  | 4   | Lorenzo Alfonsi    | CRS Grand Prix                 | Honda CBR600RR  | 15   | +1:44.305 | 25º     |       |
| 28º  | 51  | Santiago Barragán  | Glaner Motocard.com            | Honda CBR600RR  | 15   | +1:55.509 | 37º     |       |

#### Ritirati
| Nº  | Pilota               | Squadra                        | Motocicletta    | Giri | Griglia |
| --- | -------------------- | ------------------------------ | --------------- | ---- | ------- |
| 5   | Karl Harris          | Yamaha World Supersport        | Yamaha YZF-R6   | 14   | 5º      |
| 21  | Katsuaki Fujiwara    | Kawasaki Gil Motor Sport       | Kawasaki ZX-6R  | 12   | 26º     |
| 8   | Mark Aitchison       | Triumph Italia BE1 Racing      | Triumph 675     | 12   | 16º     |
| 126 | Chris Martin         | Gearlink Kawasaki              | Kawasaki ZX-6R  | 11   | 21º     |
| 127 | Robbin Harms         | Hannspree Stiggy Motors. Honda | Honda CBR600RR  | 8    | 7º      |
| 11  | Russell Holland      | Hannspree Honda Althea         | Honda CBR600RR  | 8    | 15º     |
| 83  | Didier van Keymeulen | RES Software Hoegee Suzuki     | Suzuki GSX-R600 | 7    | 20º     |
| 17  | Miguel Praia         | Parkalgar Racing               | Honda CBR600RR  | 6    | 31º     |
| 3   | Billy McConnell      | Kawasaki Gil Motor Sport       | Kawasaki ZX-6R  | 2    | 22º     |

### Superstock 1000 FIM Cup

#### Arrivati al traguardo[5]
| Pos. | Nº  | Pilota             | Squadra                      | Motocicletta        | Giri | Tempo     | Griglia | Punti |
| ---- | --- | ------------------ | ---------------------------- | ------------------- | ---- | --------- | ------- | ----- |
| 1º   | 21  | Maxime Berger      | Hannspree IDS Ten Kate Honda | Honda CBR1000RR     | 14   | 25:56.050 | 1º      | 25    |
| 2º   | 113 | Sheridan Morais    | Team Pedercini               | Kawasaki ZX-10R     | 14   | +4.172    | 6º      | 20    |
| 3º   | 8   | Andrea Antonelli   | Althea Racing AX 52          | Honda CBR1000RR     | 14   | +5.808    | 7º      | 16    |
| 4º   | 155 | Brendan Roberts    | Ducati Xerox Junior          | Ducati 1098R        | 14   | +18.391   | 3º      | 13    |
| 5º   | 53  | Alessandro Polita  | Sterilgarda Go Eleven        | Ducati 1098R        | 14   | +18.692   | 13º     | 11    |
| 6º   | 51  | Michele Pirro      | Yamaha Lorenzini by Leoni    | Yamaha YZF-R1       | 14   | +19.049   | 2º      | 10    |
| 7º   | 77  | Barry Liam Burrell | MS Racing                    | Honda CBR1000RR     | 14   | +19.468   | 14º     | 9     |
| 8º   | 71  | Claudio Corti      | Yamaha Motor Italia J.T.     | Yamaha YZF-R1       | 14   | +24.682   | 5º      | 8     |
| 9º   | 23  | Chris Seaton       | Celani Team Suzuki Italia    | Suzuki GSX-R1000 K8 | 14   | +26.331   | 16º     | 7     |
| 10º  | 78  | Freddy Foray       | Coutelle Junior Team Suzuki  | Suzuki GSX-R1000 K8 | 14   | +38.554   | 17º     | 6     |
| 11º  | 87  | Gareth Jones       | MIST Suzuki Racing           | Suzuki GSX-R1000 K8 | 14   | +43.675   | 29º     | 5     |
| 12º  | 30  | Michaël Savary     | Coutelle Junior Team Suzuki  | Suzuki GSX-R1000 K8 | 14   | +43.891   | 24º     | 4     |
| 13º  | 7   | René Mähr          | KTM Mähr Superstock          | KTM 1190 RC8        | 14   | +44.375   | 21º     | 3     |
| 14º  | 81  | Pauli Pekkanen     | KTM Mähr Superstock          | KTM 1190 RC8        | 14   | +46.011   | 26º     | 2     |
| 15º  | 132 | Yoann Tiberio      | Team Pedercini               | Kawasaki ZX-10R     | 14   | +48.886   | 19º     | 1     |
| 16º  | 16  | Raymond Schouten   | Vd Heyden Motors Yamaha      | Yamaha YZF-R1       | 14   | +51.075   | 12º     |       |
| 17º  | 60  | Peter Hickman      | Ultimate Racing              | Yamaha YZF-R1       | 14   | +54.111   | 8º      |       |
| 18º  | 66  | Branko Srdanov     | Zone Rouge                   | Yamaha YZF-R1       | 14   | +59.631   | 30º     |       |
| 19º  | 14  | Filip Blacklund    | MTM Racing                   | Suzuki GSX-R1000 K8 | 14   | +1:05.063 | 23º     |       |
| 20º  | 92  | Jure Stibilj       | MD Team Jerman               | Honda CBR1000RR     | 14   | +1:05.938 | 36º     |       |
| 21º  | 119 | Michele Magnoni    | Yamaha Lorenzini by Leoni    | Yamaha YZF-R1       | 14   | +1:07.391 | 15º     |       |
| 22º  | 18  | Matt Bond          | MIST Suzuki Racing           | Suzuki GSX-R1000 K8 | 14   | +1:10.146 | 27º     |       |
| 23º  | 88  | Kenny Foray        | Zone Rouge                   | Yamaha YZF-R1       | 14   | +1:10.313 | 20º     |       |
| 24º  | 12  | Alessio Aldrovandi | Team Pedercini               | Kawasaki ZX-10R     | 14   | +1:13.534 | 22º     |       |
| 25º  | 58  | Robert Gianfardoni | R.G. Team                    | Ducati 1098R        | 14   | +1:15.792 | 34º     |       |
| 26º  | 41  | Gregory Junod      | PCP Peko Racing              | Yamaha YZF-R1       | 14   | +1:25.570 | 36º     |       |
| 27º  | 24  | Marko Jerman       | MD Team Jerman               | Honda CBR1000RR     | 14   | +1:26.518 | 32º     |       |
| 28º  | 5   | Danny De Boer      | MQP Racing                   | Suzuki GSX-R1000 K8 | 13   | +1 giro   | 37º     |       |
| 29º  | 57  | Cameron Stornach   | O Six Kawasaki Supported     | Kawasaki ZX-10R     | 11   | +3 giri   | 37º     |       |

#### Ritirati
| Nº  | Pilota             | Squadra                     | Motocicletta        | Giri | Griglia |
| --- | ------------------ | --------------------------- | ------------------- | ---- | ------- |
| 154 | Tommaso Lorenzetti | Celani Team Suzuki Italia   | Suzuki GSX-R1000 K8 | 11   | 25º     |
| 15  | Matteo Baiocco     | O Six Kawasaki Supported    | Kawasaki ZX-10R     | 10   | 9º      |
| 96  | Matěj Smrž         | MS Racing                   | Honda CBR1000RR     | 9    | 11º     |
| 99  | Roy Ten Napel      | MQP Racing                  | Suzuki GSX-R1000 K8 | 6    | 28º     |
| 34  | Davide Giugliano   | Cruciani Moto Suzuki Italia | Suzuki GSX-R1000 K8 | 4    | 10º     |
| 107 | Niccolò Rosso      | Azione Corse                | Honda CBR1000RR     | 2    | 33º     |

#### Non partiti
| Nº | Pilota        | Squadra         | Motocicletta     | Griglia |
| -- | ------------- | --------------- | ---------------- | ------- |
| 19 | Xavier Siméon | Alstare Suzuki  | Suzuki GSX-R1000 | 4º      |
| 10 | Jon Kirkham   | Raceways Yamaha | Yamaha YZF-R1    | 18º     |